# قلعه زیبای خفته
قلعهٔ زیبای خفته (به انگلیسی: Sleeping Beauty Castle) یک قلعهٔ افسانه‌ای در مرکز دیزنی‌لند است؛ این قلعه پیش‌تر فقط در دیزنی‌لند هنگ کنگ بود. این قلعه با الهام از نوی‌شوان‌شتاین ساخته شده‌است. این قلعه از سال ۱۹۸۵ تا ۲۰۰۶ در میان‌نویس والت دیزنی پیکچرز ظاهر می‌شد و بعدها با قلعه سیندرلا ادغام شد؛ این دو قلعه نماد شرکت والت دیزنی هستند و نسخهٔ موجود قلعهٔ زیبای خفته در دیزنی‌لند توسط خود والت دیزنی نظارت می‌شد.
یک نسخهٔ بازطراحی‌شده و بزرگ‌تر از این قلعه به عنوان نماد پارک دیزنی‌لند پاریس استفاده می‌شود.

## دیزنی‌لند

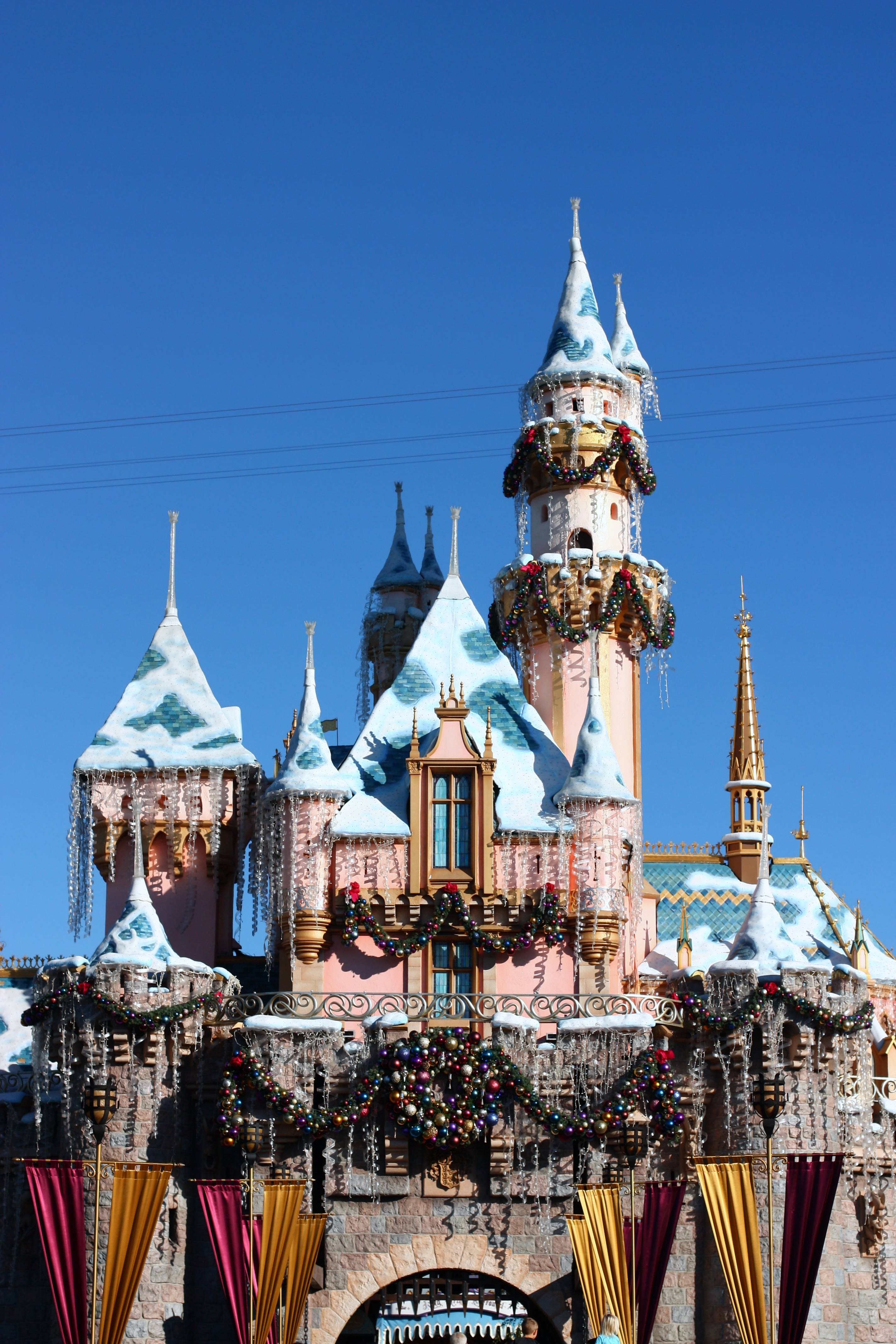
قلعه زیبای خفته که برای کریسمس تزئین شده‌است

قلعه زیبای خفته دیزنی لند در شب در فوریه ۲۰۰۵

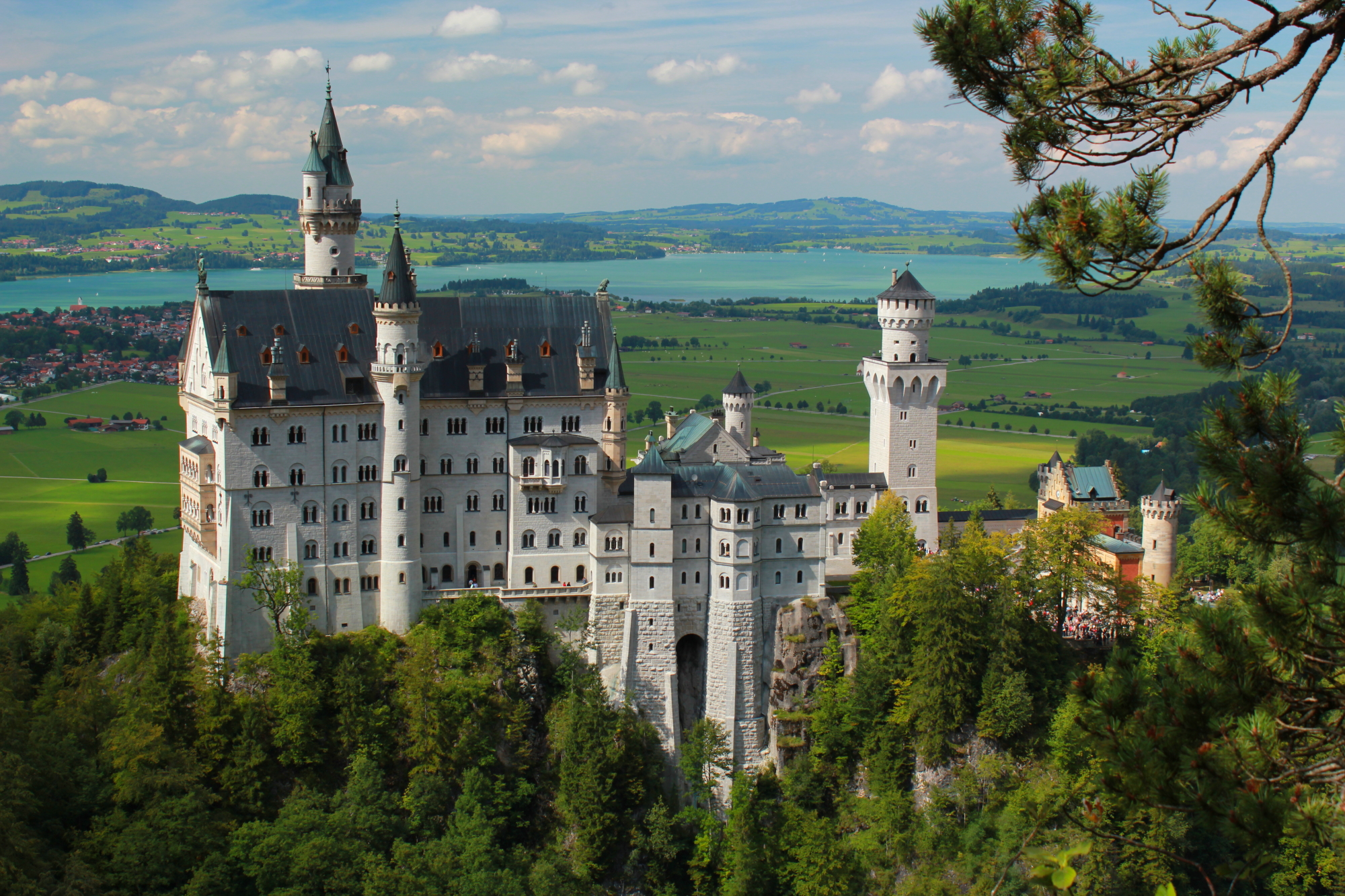
قلعه نوی‌شوان‌شتاین

این قلعه در ۱۷ ژوئیه ۱۹۵۵ افتتاح شد و قدیمی‌ترین قلعه در بین تمام قلعه‌های دیزنی است و با ارتفاعی در حدود ۷۷ فوت (۲۳ متر) توسط دولاند هیل طوری طراحی شد که عناصر طراحی در پایه بزرگتر و در برجک‌ها کوچکتر هستند تا از طریق فرآیندی که به عنوان پرسپکتیو اجباری شناخته می‌شود، بلندتر به نظر برسد. قلعه در ابتدا دارای یک سطح بالایی خالی برای جا دادن احتمالی یک جاذبه در آن بود که هرگز در نظر گرفته نشده بود، اما والت دیزنی از فضایی که به عنوان فضای بیهوده تلقی می‌شد راضی نبود و خیال‌پردازان خود را به چالش کشید تا استفاده‌ای از این فضا پیدا کنند.
از ۲۹ آوریل ۱۹۵۷، بازدیدکنندگان می‌توانستند در داخل قلعه قدم بزنند و از چندین دیوراما که داستان زیبای خفته را به تصویر می‌کشید، دیدار کنند. صدای جیمینی کریکت از پینوکیو (۱۹۴۰) از ترانهٔ «وقتی روی یک ستاره آرزو می‌کنی» در داخل قلعه شنیده می‌شود. دیوراماهای اصلی به سبک ایویند ارل ، توسط طراح تولید فیلم زیبای خفته دیزنی در سال ۱۹۵۹ طراحی شدند و سپس در سال ۱۹۷۷ دوباره به نمایش درآمدند تا شبیه نمایشگرهای پنجره در خیابان اصلی، ایالات متحده آمریکا شوند. پیمایش گام‌به‌گام به دلایل نامشخصی در ۷ اکتبر ۲۰۰۱ بسته شد. باور عمومی ادعا می‌کند که حملات ۱۱ سپتامبر و خطر احتمالی ناشی از آن، عامل اصلی بسته شدن آن بود.
در ۱۷ ژوئیه ۲۰۰۸، دیزنی اعلام کرد که پیمایش گام‌به‌گامِ قلعهٔ زیبای خفته با فناوری جدیدی که در سال ۱۹۵۷ در دسترس نبود، به سبک دیوراماهای اصلی ارل دوباره بازگشایی خواهد شد. این برنامه ساعت ۱۷:۰۰ در ۲۷ نوامبر ۲۰۰۸ بازگشایی شد و شاهد خطوط طولانی صف تا مرکز پارک بود. برخلاف تجسم‌های قبلی، بازدیدکنندگانی که قادر به بالا رفتن از پله‌ها یا پیمایش در گذرگاه‌های قلعه نیستند، هنوز می‌توانند به صورت «مجازی» در یک اتاق ویژه در طبقه همکف قلعه این مسیر را تجربه کنند. این اتاق دارای مضمون‌های بی‌شماری است که در قالب سی‌جی‌آی با شرح بسته با کیفیت بالا ارائه شده‌اند. این سرگرمی مجازی همچنین در دی‌وی‌دی پلاتینیوم نسخهٔ ۵۰ سالگی فیلم زیبای خفته گنجانده شده‌است.
ورودی قلعه در ضلع غربی ساختمان در داخل فانتزی‌لند قرار دارد. مهمانان ابتدا یک کتاب داستان بزرگ با مضمون قرون وسطی را می‌بینند که در صفحه ای باز می‌شود که تولد شاهدخت آورورا را اعلام می‌کند. پس از بالا رفتن از پله‌های داخل، صحنه‌ای آورورا را به عنوان یک نوزاد به تصویر می‌کشد که با هدایای جادویی توسط مادرخوانده‌های پری‌اش پذیرایی می‌شود. پشت یک پنجرهٔ شیشه‌ای، یک پویانمایی از حیاط قلعه وجود دارد و پادشاه و ملکه در حال تماشای آتش بزرگی هستند که تمام چرخ‌های پادشاهی را می‌سوزاند. در بالای پله‌ها، هنگامی که مهمانان به مرکز سطح بالای قلعه می‌رسند، پنجرهٔ دیگری به سوی تالار بزرگ قلعه، جایی که همه افراد پادشاهی از جمله خدمتکاران و گربه و سگ در آن خوابیده‌اند، وجود دارد. نیمهٔ دوم پیمایش تاریک‌تر می‌شود و شخصیت شرور فیلم زیبای خفته (مالیفیسنت)، کلاغ او، و چندین نگهبان مالیفیسنت که از قلعه نزدیک او به بیرون پرواز می‌کنند، ظاهر می‌شود. در پایان، شاهزاده به عنوان یک اژدها در حال جنگ با مالیفیسنت در میان جنگلی از بوته‌های خاردار دیده می‌شود و سپس یک مزرعه از گل رز با کبوترهایی که در بالا پرواز می‌کنند ظاهر می‌شود، که در همان حال او آورورا را می‌بوسد و طلسم را می‌شکند. در حالی که مهمانان از راهروی پایین پله‌ها در ضلع شرقی قلعه خارج می‌شوند، کتاب بزرگ دیگری با مضمون قرون وسطایی تصویری از شاهزاده و شاهدخت را به تصویر می‌کشد که با هم می‌رقصند، در حالی که رنگ لباس او از صورتی به آبی تغییر می‌کند و دوباره برمی‌گردد.
نشان خانواده دیزنی در بالای طاق‌نمای قلعه آویزان است و تصویر سه شیر در میان آن حکاکی شده‌است. نشان ملی در قلعه در اصل وجود نداشت، اما زمانی بین ژوئن ۱۹۶۵ و ژوئیه ۱۹۶۵ قرار داده شد.
در پشت قلعه، که توسط طاق نماها سایه‌زنی شده‌است و به داخل زمین فرورفته، یک سنبلهٔ طلایی وجود دارد که به‌طور گسترده، اما به اشتباه، تصور می‌شود مرکز جغرافیایی دیزنی‌لند را نشان بدهد. این سنبله در حقیقت یک علامت نقشه‌برداری است که برای اطمینان از اینکه پل و ورودی قلعه با خیابان اصلی ایالات متحده آمریکا در هنگام ساخت پارک برای اولین بار در یک ردیف قرار بگیرند، استفاده شده‌است. مرکز جغرافیایی اصلی پادشاهی جادویی در وسط پارک بود، جایی که مجسمه «شریکان» از والت دیزنی و میکی ماوس ایستاده‌است. اضافه شدن تون‌تاون میکی در سال ۱۹۹۳ مرکز واقعی پارک را چند متر به سمت شمال حرکت داد، اما همچنان در سمت مرکزی پل متحرک قلعه قرار دارد.
بازسازی قلعه زیبای خفته در ژانویه ۲۰۱۹ در دیزنی‌لند آغاز شد. در طول این بازسازی، ورودی به فانتری‌لند از طریق راهروی طاق قلعه مسدود شد.

## استفاده از لوگو
از آنجایی که قلعه زیبای خفته نماد دیزنی است، در افتتاحیه مجموعه تلویزیونی گلچین والت دیزنی از آغاز نمایش در سال ۱۹۵۴ تا زمانی که قلعه سیندرلا در اواخر دهه ۱۹۷۰ جایگزین آن شد، استفاده شد. این قلعه همچنین از سال ۱۹۸۵ تا ۲۰۰۶ لوگوی والت دیزنی پیکچرز، تلویزیون والت دیزنی، گروه موسیقی دیزنی و استودیو سینمایی والت دیزنی بود. از زمان انتشار دزدان دریایی کارائیب: صندوقچه مرد مرده در سال ۲۰۰۶، این لوگو اکنون سه بعدی و سی‌جی‌آی است و شامل عناصری از این قلعه و قلعه سیندرلا است.